# شو پیبلز و بم بم
شو پیبلز و بم بم (انگلیسی: The Pebbles and Bamm-Bamm Show) یک پویانمایی ساخته هانا-باربرا است که از سپتامبر 1971 تا ژانویه 1972 در شبکه سی‌بی‌اس پخش شد. سالی استروتهرس و جی نورث از صداپیشگان اصلی این برنامه هستند. این انیمیشن اولین اسپین آف از سری عصر حجر می باشد.